# Elche
Elche [elče] (španělsky), Elx [elš] (ve valencijské katalánštině) je město ve Valencijském autonomním  společenství na jihovýchodě Španělska. Žije zde přibližně 243 tisíc obyvatel, je druhým největším městem provincie Alicante; s městem Alicante tvoří metropolitní oblast, osmou nejlidnatější ve Španělsku.
Elche je známé jednak výrobou obuvi, jednak palmovým hájem, který je součástí Světového dědictví. Je obsluhováno mezinárodním letištěm Alicante-Elche.